# Incidente del Fokker F28 di Turkish Airlines del 1979
L'incidente del Fokker F28 di Turkish Airlines del 1979 si verificò il 23 dicembre 1979 quando un Fokker F28-1000 della Turkish Airlines, registrato come TC-JAT e chiamato Trabzon, operante un volo interno dall'aeroporto di Samsun all'aeroporto Internazionale di Esenboğa ad Ankara, si schiantò sul lato di una collina a 4 600 piedi (1 400 m) vicino al villaggio di Kuyumcuköy nel distretto di Çubuk della provincia di Ankara, 32 km a nord-nord-est dell'aeroporto di destinazione in avvicinamento all'atterraggio.
L'equipaggio aveva deviato dalla rotta del localizzatore durante un avvicinamento ILS dopo aver sperimentato una forte turbolenza.

## Passeggeri ed equipaggio
L'aereo aveva a bordo quattro membri dell'equipaggio (2 piloti e 2 assistenti di volo) e 41 passeggeri. Nell'incidente persero la vita 38 passeggeri e tre membri dell'equipaggio.

## L'aereo
L'aereo, un Fokker F28 Fellowship 1000 con due motori turbogetto Rolls-Royce RB183-2 "Spey" Mk555-15, era stato costruito dalla Fokker con il numero di serie del produttore 11071 volando per la prima volta nel 1973.